# Badia Pavese
Badia Pavese är en ort och kommun i provinsen Pavia i regionen Lombardiet i Italien. Kommunen hade 359 invånare (2018).